# 鍬台トンネル (国道45号)
鍬台トンネル（くわだいトンネル）は、岩手県大船渡市と釜石市に跨る国道45号の道路トンネル。

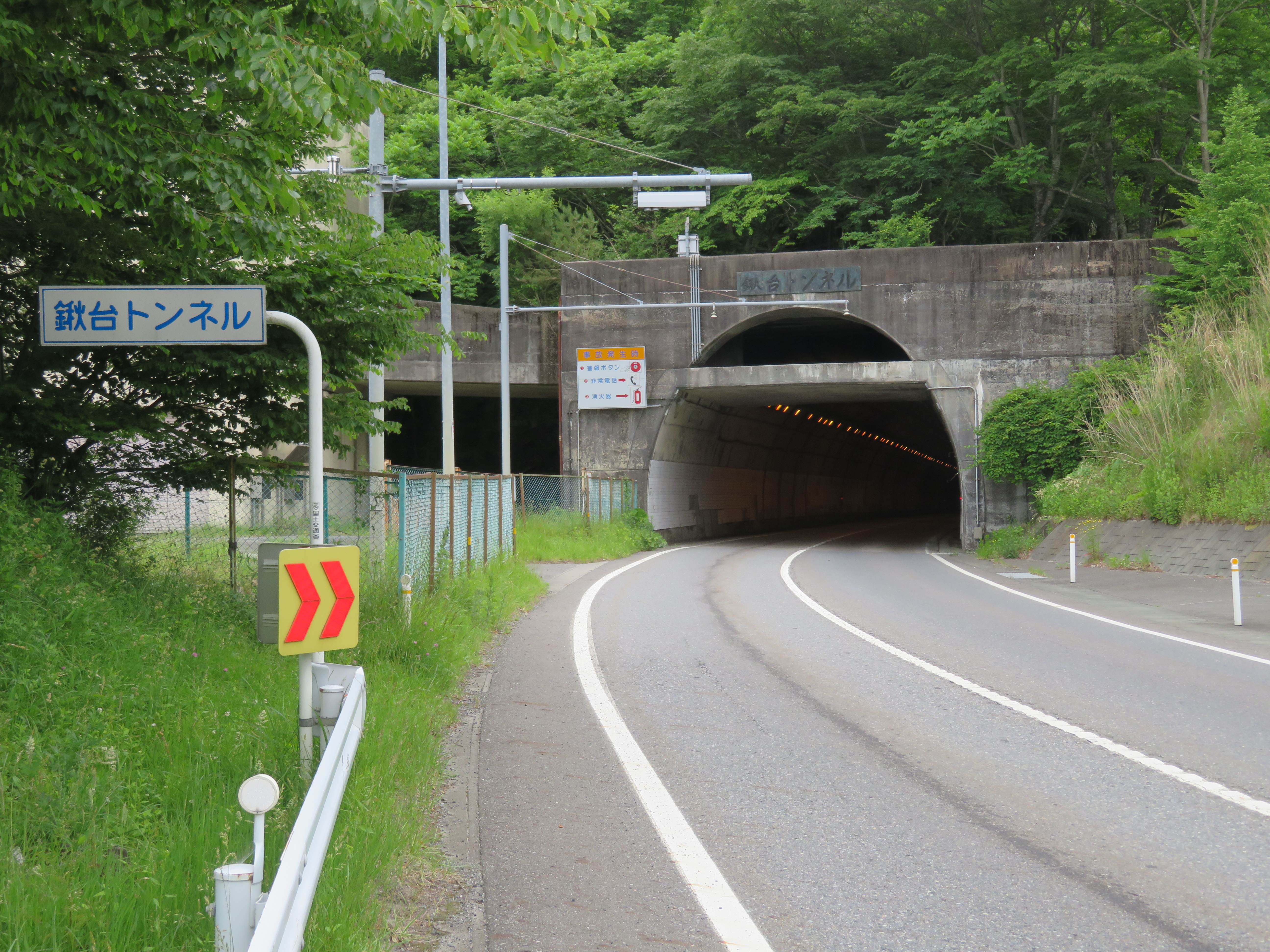
鍬台トンネル（宮古方面側坑口）

## 概要
- 長さ : 2,305 m
- 完成 : 1970年（昭和45年）

## 特徴
国道45号最長のトンネル。釜石側の坑口手前はヘアピンカーブの箇所がある。
当トンネルが事故・災害等で通行止めになった場合は、三陸沿岸道路の吉浜インターチェンジ - 釜石南インターチェンジ間（新鍬台トンネル）の利用か岩手県道250号吉浜上荒川線（旧国道45号）が迂回路となる。なお、旧国道45号は狭隘区間があるため大型車の迂回路は三陸沿岸道路のみとなる。
なお当トンネルの釜石寄りでは三陸鉄道リアス線と交差している。南リアス線にも同名のトンネルがあり、双方のトンネルは内部で立体交差している。

## トンネル内ラジオ再送信について
AMは釜石局、FMは大船渡局が再送信されている。